# Любов завинаги (Росица Кирилова)
„Любов завинаги“ е сингъл на българската певица Росица Кирилова от първия ѝ студиен албум „Любов завинаги“, издаден през 1984 година.